# De reuzenvogel
Tom Poes en de reuzenvogel (in boekuitgaven/spraakgebruik verkort tot De reuzenvogel) is het zevende verhaal van de Bommelsaga, geschreven en getekend door Marten Toonder. Het verscheen voor het eerst van 20 november 1941 tot 21 december 1941 in stroken in De Telegraaf.
Hoewel Toonder geacht werd geen actuele kwesties te behandelen, blijft hij in de periode 1941-1944 ook hier weer langs het randje van een verbod gaan.

## Samenvatting
De tovenaar Hocus Pas heeft zich stiekem opnieuw gevestigd in het kasteel Bommelstein, terwijl Tom Poes en Heer Bommel afwezig waren. Hocus Pas laat nu zijn roofvogel Klauwtje (de "reuzenvogel") het graan van de boeren stelen. Met behulp van het geroofde graan wil de tovenaar een speciale drank maken, waarmee hij alle mensen zijn wil op kan leggen.
Als Tom Poes en heer Bommel in de Oude Schicht terugkomen in Rommeldam vraagt Knor Krul, een van de bestolen boeren, hen om hulp. Uiteindelijk weten Tom Poes en Heer Bommel de tovenaar te verslaan en krijgen de boeren hun graan terug.
De volgende dag al is er een aanplakbiljet in de stad Rommeldam te bewonderen met de beeltenis van heer Bommel, waarop de kasteelheer de gebeurtenissen uitlegt. Tovenaar Hocus Pas en de roofvogel zijn overmeesterd en de boeren kunnen hun gestolen graan op het kasteel Bommelstein komen ophalen. Heer Bommel geeft de boeren bovendien persoonlijk uitleg bij het affiche. De boeren rijden af en aan om hun graan terug te halen. Heer Bommel en Tom Poes sluiten het verhaal af met een picknick op een grasveldje bij het kasteel.

## Achtergrond
Het thema van het verhaal is voedselroof.

## Voetnoot
1. ↑  Tom Poes en de Reuzenvogel | De Bommel schatkamer. www.heerbommel.info. Geraadpleegd op 25 september 2023.
2. ↑  Zie het vorige avontuur, Het verdwijneiland